# 浅野綱長
浅野 綱長 （あさの つななが）は、江戸時代前期から中期にかけての国主・外様大名。安芸国広島藩の第4代藩主。浅野家19代当主。

## 生涯
第3代広島藩主・浅野綱晟の長男として江戸で生まれる。延宝元年（1673年）1月2日に綱晟が死去したため、2月25日に家督を相続する。9月18日、将軍徳川家綱の前で元服し、家綱より偏諱を授かり綱長と改名した（父と同名を避けるため、諱の2文字目には浅野家の通し字の「長」をあわせた）。この時、綱長は、まだ朝廷から正式な四位・安芸守の下賜を受けていない無位無官であったが、将軍の許可を受け、特別に先んじて安芸守を通称にすることが認められた。9月23日にはじめて領地広島へ入る。延宝2年（1674年）12月27日に正式に従四位下・侍従・安芸守に叙任する。
藩政は祖父光晟が長く後見していたが、元禄6年（1693年）4月23日に光晟は死去した。元禄12年（1699年）の寛永寺本坊の造営に功績があった。
宝永5年（1708年）2月11日に広島で病死した。享年50。跡を長男の吉長が継いだ。

## 赤穂事件
元禄14年（1701年）3月14日には分家の赤穂藩主浅野長矩が吉良義央に刃傷に及んで改易切腹となった。この後、綱長は本家に対する連座を恐れ、用人井上正信らを赤穂藩に派遣して、赤穂浅野家筆頭家老である大石内蔵助に「穏便に開城を」と迫った。開城後も赤穂浪士らによる吉良家への討ち入りを止めさせるべく、足軽頭の進藤俊重などを派遣して進藤俊式や小山良師らを説得して同志の盟約から抜けさせるなど、一党の切り崩しを図ったが、結局、翌年12月15日に赤穂事件が発生する。
その後、良雄の三男・良恭（連座を避けるため、当時は石束良武）をはじめ赤穂藩の旧臣を召抱えるようになった。藩では、浅野家との婚姻により大石家を一門化しようとしたがことごとく失敗し、次第に大石家への不信を高めていく。

## 藩政
綱長の時代には、商品経済の発達による藩財政の行き詰まりが顕著になったため、家臣団の知行削減や藩札の発行が行なわれている。

## 系譜
- 父：浅野綱晟（1637年 - 1673年）
- 母：愛姫（? - 1659年） - 九条道房の長女
- 正室：馨香院（1666年 - 1683年） - 貴姫（あてひめ）、徳川綱誠の養女、徳川光友の三女
  - 長男：浅野吉長（1681年 - 1752年）
  - 男子：数馬 - 早世
- 側室：吉村氏
  - 三男：浅野長賢（1693年 - 1744年）
- 生母不詳の子女
  - 四男：中川久慶（1708年 - 1743年） - 中川久忠の養子
  - 女子：梅 - 小笠原忠基正室
  - 女子：九条師孝室
  - 女子：泰姫 - 一条兼香正室
  - 女子：松平資訓継室
  - 女子：於三 - 現成院、松平義方正室
  - 女子：水野忠幹正室 - のち森長生正室、のち河鰭輝季室